# Campodarsego
Campodarsego es una comuna italiana, de 12.890 habitantes, de la provincia de Padua, en la región del Véneto. La parroquia depende de la diócesis de Padua.

## Historia
La primera vez que se nombra a la ciudad de Campodarsego fue en 1190, en el cual viene mencionado como “Villa Campi de Arsico”. El nombre se refiere a un lugar productivo (Campus) cerca de un curso de agua (Arsicus).

## Evolución demográfica
| Gráfica de evolución demográfica de Campodarsego entre 1861 y 2001 |
|                                                                    |
| Fuente ISTAT - elaboración gráfica de Wikipedia                    |